# The Music of Anthony Braxton
 The Music of Anthony Braxton ist ein Musikalbum des Steve Lehman Trio mit Mark Turner. Die live im Veranstaltungsort ETA (Enfield Tennis Academy) in Los Angeles 2024 entstandenen Aufnahmen erschienen am 28. Februar 2025 auf Pi Recordings.

## Hintergrund
Der Altsaxophonist Steve Lehman nahm das Album mit seinem langjährigen Trio, bestehend aus Bassist Matt Brewer und Schlagzeuger Damion Reid auf, ergänzt um den Tenorsaxophonisten Mark Turner als Gast. Mit der Musik Braxtons ist Lehmann vertraut, da er von 1999 bis 2007 mit ihm im Studio aufgenommen und auf Tournee gespielt hat. Mit dem Album The Music of Anthony Braxton huldigt Lehman einem seiner frühesten Mentoren mit einem Live-Album, das an den 80. Geburtstag von Anthony Braxton erinnert.
Braxtons Kompositionen „34a“, „40a“, „40b“ und „40g“ stammen von dessen Alben Six Compositions: Quartet (Antilles, 1982), „23b“ und „23c“ von New York, Fall 1974 (Arista, 1975) und „23g“ von New York, Fall 1974 (Arista, 1975).
Es gibt immer mehr Veröffentlichungen, die sich mit der Musik von Braxton beschäftigen, notierte Mike Borella, etwa von Kobe Van Cauwenberghe (Ghost Trance Septet Play Anthony Braxton), Pat Thomas/The Locals (Play the Music of Anthony Braxton), James Ilgenfritz (Compositions (Braxton) 2011) und vom Trio Thumbscrew um Mary Halvorson (The Anthony Braxton Project).

## Titelliste
- Steve Lehman Trio + Mark Turner: The Music of Anthony Braxton (Pi)[2]

1. 34a 8:28
2. L.A. Genes (Lehman) 4:19
3. 40b 11:27
4. 23b + 23g 8:07
5. 23c 5:45
6. Unbroken and Unspoken (Lehman) 5:46
7. 23e + 40a 3:44
8. Trinkle, Tinkle (Thelonious Monk) 8:21

Wenn nicht anders vermerkt, stammen die Kompositionen von Anthony Braxton.

## Rezeption
Dies sei brillante Musik, lobte Phil Freeman (Stereogum/Ugly Beauty) – eine energiegeladene Darbietung von fünf Braxton-Stücken, zwei Lehman-Eigenkompositionen und einer Coverversion von Thelonious Monks „Trinkle Tinkle“. Lehman, Mark Turner, Matt Brewer und Damion Reid, würden die knorrigen Post-Bebop-Melodien klassischer Braxton-Kompositionen wie „34A“, „23B“ und „40B“ als Trampoline nutzen, „hoch in die Luft fliegen, drehen und wirbeln, bevor sie auf die Erde zurückkehren und alles noch einmal machen“. Brewer und Reid seien ein extrem energiegeladenes Rhythmus-Team, und man höre ein kleines, aber enthusiastisches Publikum – die Musik sei in der Enfield Tennis Academy aufgenommen worden, wie Jeff Parkers jüngstes Livealbum The Way Out of Easy –, das freudig auf alles reagiere.
Auf den ersten Blick gibt es bemerkenswerte Ähnlichkeiten zwischen der Musik von Braxton und Lehmans Interpretationen, schrieb Mike Borella (Avant Music News). Die Gruppe arbeite sich durch schwierige harmonische und rhythmische Strukturen, während Lehman kantige, schnelle Soli à la Braxton spiele. Diese Interpretationen würden Braxtons Vorliebe für Ungleichmäßigkeit widerspiegeln, stammen aber nicht aus seinen abstrakteren Perioden in den 2000er- und 2010er-Jahren. Tatsächlich würden diese Stücke aus Braxtons Werk der 1970er-Jahre ausgewählt, da sie zu seinen zugänglicheren Werken für kleine Gruppen zählen. Nach 55 Jahren erreiche die Musik von Anthony Braxton endlich das kollektive Unterbewusstsein.
Auf dem Album kombiniere Steve Lehman seine wütenden, schlagkräftigen Saxophonangriffe mit seiner reichhaltigen Erfahrung bei Auftritten mit Anthony Braxton, der im Mittelpunkt seines Albums steht, schrieb Dave Sumner in Daily Bandcamp. Das Quartett würde eine unerschöpfliche Fortbewegungskraft und einen Sound zeigen, der Aufmerksamkeit erregt.
Das Album gelangte auf Position 1 der Halbjahresliste (1/2025) des Francis Davis Jazz Critics Poll.